# Barbara Abdeni Massaad
Barbara Abdeni Massaad (nacida el 15 de marzo de 1970 en Beirut, Líbano) es una autora de libros de cocina libanesa / estadounidense, fotógrafa, consultora de alimentos, presentadora de televisión. Es autora de varios libros, incluidos los galardonados: Man’oushé: Inside the Street Corner Lebanese Bakery (Alarm 2005 / Massaad 2009) y Mouneh: Preserving Foods para la despensa libanesa (Massaad 2010). Man’oushé ha sido traducido al francés y Mouneh al árabe

## Biografía
Massaad nació en Beirut, Líbano. Se mudó a Florida, Estados Unidos a una edad temprana y ganó experiencia culinaria mientras ayudaba a su padre, un fotógrafo profesional, en el restaurante familiar libanés en Fort Lauderdale, Florida. Después de regresar al Líbano en 1988, ingresó a la universidad y obtuvo una licenciatura en Publicidad-Marketing.

## Carrera
Massaad trabajó para varias instituciones, y luego se formó con chefs en restaurantes libaneses, italianos y franceses.
En 2006, Massaad se unió al Slow Food Movement, una organización que promueve la preservación de las tradiciones alimentarias locales, la biodiversidad y la producción de alimentos a pequeña escala en todo el mundo. Es una de las miembros fundadoras de Slow Food Beirut y una delegada de la comunidad internacional de Terra Madre. Representó al Líbano en 2007 en el Congreso bianual de Slow Food Worldwide en Puebla, México.
En 2012, Massaad escribió su primer libro, Man’oushé: Inside the Street Corner Lebanese Bakery, sobre la creación de man’oushé. Contiene alrededor de 70 recetas para estas tartas libanesas, incluidas las variedades típicas que se encuentran en las panaderías de las calles, pero que también se pueden hacer en casa. Su recetarios incluye fotografías e historias sobre sus viajes a Líbano. El libro fue creado en colaboración con Raymond Yazbeck.
El segundo libro de Massaad, Mouneh: Preservar alimentos para la despensa libanesa, trata sobre la forma tradicional libanesa de conservar frutas, vegetales, hierbas y productos animales,  e incluye una selección de recetas, fotos e historias complementarias. A continuación, Massaad escribió Mezze: A Labor of Love, que incluye recetas para la creación del tradicional plato libanés. Está ilustrado por Pascale Hares y muestra el patrimonio culinario libanés.
Massaad organizó un segmento de televisión semanal en el canal libanés / internacional LBCI en Helwi Beirut, que ofrece visitas culinarias por el Líbano, se centra en los alimentos locales, entrevista y cocina con chefs locales, productores, amas de casa y agricultores. Después de visitar un campamento de refugiados en Siria, en 2016 Massaad publicó otro libro de cocina, Sopa para Siria, y ha designado las ganancias de las ventas para apoyar a los refugiados.  Además de sus propias recetas, el libro contiene recetas de sopas donadas por varios chefs conocidos.
Massad ha creado una extensa cartera de retratos infantiles. Sus retratos han sido impresos en la prensa local y en revistas internacionales. Massaad vive en Beirut con su esposo Serge Massaad, sus tres hijos: Albert, Maria y Sarah. Habla  hablado.

## Premiaciones
- Ganadora del "the Gourmand Cookbook Award 2013".[10]
- Ganadora del “Prix de la Littérature Gastronomique” 2010".[11]
- Ganadora del "the Gourmand Cookbook Award 2010".[12]
- Ganadora del "the Gourmand Cookbook Award 2008".[13]